# Гао Чэнъюн
Гао Чэнъюн (10 ноября 1964 — 3 января 2019) — китайский серийный убийца, также известный как «Китайский Джек-Потрошитель», который признался, что в период с 1988 года по 2002 год изнасиловал и убил с особой жестокостью по меньшей мере 11 женщин в округах Баотоу и Байинь, провинции Ганьсу и Внутренней Монголии, КНР.

## Биография
О ранней биографии серийного убийцы известно крайне мало. Гао Чэнъюн родился 10 ноября 1964 года в деревне Цинчен округа Юйчжун, (провинция Ганьсу, КНР). В молодости женился и завел двух детей. Владел собственным продуктовым магазином. В период между 1988 и 2002 годами изнасиловал и убил с особой жестокостью 11 девочек и женщин, в том числе девять из них в округе Байинь провинции Ганьсу и двух в Баотоу Внутренней Монголии.
Самой младшей из его жертв было всего 8 лет. Обычно Гао выслеживал свою жертву, когда та шла домой, после чего проникал в её жилище, где насиловал и убивал нанесением многочисленных ножевых ранений. Преступник совершал все убийства с особой жестокостью, отрезая молочные железы и половые органы у своих жертв. С некоторыми из убитых им женщин маньяк практиковал некрофилию.

### Расследование и арест
Гао Чэнъюну удалось безнаказанно убивать на протяжении 14 лет, а местные правоохранительные органы считали, что убийства совершают разные люди. Лишь в 2004 году все 11 убийств были объединены в одну серию, а за любую информацию о личности и местонахождении убийцы власти назначили вознаграждение в размере 200.000 юаней. Тем не менее убийце удавалось скрываться от правосудия ещё в течение 12 лет, пока его родственник случайно не был арестован за незначительное преступление.
Результат ДНК его родственника оказался очень близким с оставленным на местах убийств, в результате чего правоохранительным органам наконец удалось выйти на след убийцы, и днем 26 августа 2016 года Гао Чэнъюн был наконец арестован на своем рабочем месте в продуктовом магазине.

## Суд и казнь
Под давлением неопровержимых улик Гао Чэнъюн практически сразу признал себя виновным в совершении 11 убийств с особой жестокостью, изнасилованиях и совершении ряда краж с мест преступления, и 30 марта 2018 года был приговорён к высшей мере наказания, смертной казни через расстрел, с конфискацией всего принадлежащего ему имущества. Приговор был приведён в исполнение 3 января 2019 года.